# Chartocerus elongatus
Chartocerus elongatus is een vliesvleugelig insect uit de familie Signiphoridae. De wetenschappelijke naam is voor het eerst geldig gepubliceerd in 1916 door Girault.